# Centropogon irazuensis
Centropogon irazuensis är en klockväxtart som beskrevs av Robert Lynch Wilbur. Centropogon irazuensis ingår i släktet Centropogon och familjen klockväxter. Inga underarter finns listade i Catalogue of Life.